# Полесе (Опольське воєводство)
Полесе (пол. Polesie) — село в Польщі, у гміні Рудники Олеського повіту Опольського воєводства.
Населення — 53 особи (2011).
У 1975-1998 роках село належало до Ченстоховського воєводства.

## Демографія
Демографічна структура станом на 31 березня 2011 року:
|          | Загалом | Допрацездатний вік | Працездатний вік | Постпрацездатний вік |
| -------- | ------- | ------------------ | ---------------- | -------------------- |
| Чоловіки | 29      | 2                  | 19               | 8                    |
| Жінки    | 24      | 7                  | 9                | 8                    |
| Разом    | 53      | 9                  | 28               | 16                   |